# Harlekijn (strip)
Harlekijn (Frans: Arlequin) is een Belgische stripreeks  met Jean Van Hamme als schrijver en Daniel Henrotin als tekenaar. De eerste verhalen werden voorgepubliceerd in het stripblad Tintin/Kuifje. In de jaren 90 is de reeks bij uitgeverij Albatros opnieuw uitgegeven in het Nederlands onder de naam Joker. Er verschenen later nog enkele albums in het Frans geschreven door Rodolphe met tekeningen van Thierry Jytéry.

## Albums[2]
Alle albums zijn geschreven door Jean Van Hamme, getekend door Daniel Henrotin en uitgegeven door Le Lombard en P&T Productions.
| Nummer | Harlekijn                               | Joker             |
| ------ | --------------------------------------- | ----------------- |
| 1      | Olifanten trompetten bij dageraad ('79) | Hoog spel ('93)   |
| 2      | Aas, heer, dame en boer ('82)           | Intriges ('93)    |
| 3      | De walvis die vals zong ('85)           | Het complot ('94) |

### verschenen enkel in het Frans
- Scenario: Rodolphe
- tekeningen: Thierry Jytéry

4 La suite 13 (2001)
5 Titanic II (2003)
5 Le labyrinthe (2003)
7 Game over (2004)